# ケンブリッジ公
ケンブリッジ公爵（英: Duke of Cambridge）は、イギリスの公爵位の一つ。イギリス王室の年少の王族に対して時々授与される。名称はケンブリッジに由来する。イングランド王ジェームズ2世が息子のチャールズに対して授与したのが最初である。
2011年4月29日にエリザベス2世の嫡孫のウィリアム王子（現在のウィリアム皇太子）がキャサリン・エリザベス・ミドルトンと結婚したことに伴い、女王によって叙爵された。

## 歴史

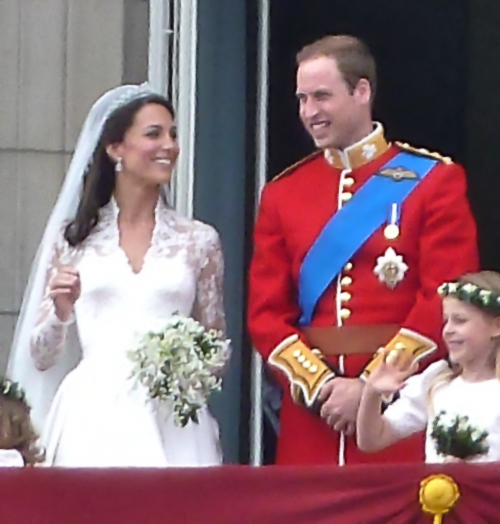
現在のケンブリッジ公爵位保持者ウィリアムと同妃キャサリン・ミドルトン。2011年4月29日の結婚式の当日（写真）に祖母のエリザベス女王より叙爵された。

1664年、イングランド貴族として「ケンブリッジ公爵」の爵位がはじめて公式に創設された。このときは、当時のヨーク公（のちにイングランド王に即位してジェームズ2世）と最初の妻アン・ハイドとの間に生まれたジェームズにこの称号が与えられた。しかしジェームズは幼くして死去し、その後、ジェームスの弟エドガー、エドガーの弟チャールズと、次々にケンブリッジ公爵の称号が与えられたが、いずれも成人することなく死去した。
1706年、ハノーファー選帝侯であったゲオルク・ルートヴィヒ（のちのグレートブリテン王国国王ジョージ1世）の息子であるジョージ・オーガスタス（のちの国王ジョージ2世）にケンブリッジ公爵の称号が与えられることになった。ジョージ・オーガスタスが父の跡を継いで国王に即位したため、ケンブリッジ公爵の称号は継承者を失って消滅した。
1801年には、連合王国の王族の爵位として、ジョージ3世の七男であるアドルファスにケンブリッジ公爵の爵位が与えられた。彼の息子のジョージの死後、爵位を継承する資格を持つ相続人が存在しなかったことから、1904年にケンブリッジ公爵の称号はみたび消滅した。
1917年、アドルファスの外孫で、ジョージ5世の王妃メアリーの弟であるテック公アドルファスがケンブリッジ侯爵 (Marquess of Cambridge) に叙爵されたが、これは、第一次世界大戦中に連合王国の敵国であったドイツの爵位であるテック公爵位を放棄した代わりに与えられたものであった。この爵位は、1981年にアドルファスの息子ジョージが男子を残さないまま亡くなったことから断絶した。
1999年、エリザベス2世の三男であるエドワードが結婚した際、有識者たちはケンブリッジ公爵かサセックス公爵の爵位がふさわしいとしてエドワードに提案したが、エドワードは代わりにウェセックス伯爵の爵位を創設した。その後、英国の国内情報誌「ザ・サンデーテレグラフ」によって、本来はエドワードが結婚後にケンブリッジ公爵へ叙爵されるはずだったことが報道された。ただし、別の報道によれば1998年に公開された『恋におちたシェイクスピア』を視聴後、コリン・ファースによって演じられたウェセックス卿にエドワードが憧憬を抱き、ウェセックス伯爵の叙爵をエリザベス2世へ求めたとされている。また、エドワードの父フィリップが有するエディンバラ公爵位が、長兄チャールズが王位を継承する立場にあり、次兄アンドルーが王の次男としてヨーク公爵位を既に授かっている（ランカスター公爵位は王が所有する）ことから、将来的にエドワードに授けられる予定となっており、これも伯爵位が授けられた背景にある（なお、エドワードは2023年、前年に即位した兄王によって、エディンバラ公爵を授けらている。ただし、エドワード一代限りのもので、長男のウェセックス伯爵ジェームズには継承されない）。
2011年4月29日、エリザベス2世の孫であるウィリアム王子（現在のウィリアム皇太子）とキャサリン・エリザベス・ミドルトンの結婚に際して、ウィリアムは女王から、連合王国貴族としてのケンブリッジ公爵の爵位を叙爵された。また、ウィリアムはスコットランド由来のストラサーン伯爵と北アイルランド由来のキャリクファーガス男爵の爵位も創設した。
2022年9月8日、チャールズ3世の即位により、ウィリアムはプリンス・オブ・ウェールズとコーンウォール公爵並びにロスシー公爵の爵位を父王から相続した。

## ケンブリッジ公爵

### 形式上（1660年）
- チャールズ・ステュアート（英語版）（1660年 – 1661年） - ジェームズ2世の長男。夭折。

### 第1次創設（1664年）
- ジェームズ・ステュアート（英語版）（1663年 – 1667年） - ジェームズ2世の次男。夭折。

### 第2次創設（1667年）
- エドガー・ステュアート（英語版）（1667年 - 1671年） - ジェームズ2世の四男。夭折。

### 形式上（1677年）
- チャールズ・ステュアート（英語版）チャールズ・ステュアート（1677年） - ジェームズ2世の五男。夭折。

### 第3次創設（1706年）
- ジョージ2世（1683年 – 1760年） - ジョージ1世の唯一の息子で、のちコーンウォール公、プリンス・オブ・ウェールズを経て、国王に即位。即位によりケンブリッジ公爵の称号は消滅する。

### 第4次創設（1801年）
- アドルファス（1774年 - 1850年） - ジョージ3世の七男。
- ジョージ（1819年 - 1904年） - アドルファスの唯一の息子。3人の子どもがいたが、王室結婚令（英語版）に背いて身分違いの女性（サラ・フェアブラザー（英語版））と結婚してもうけた子どもであり、王族の身分と公爵位の継承は認められなかった。ケンブリッジ公爵の称号はまたも消滅した。

### 第5次創設（2011年）
- ウィリアム（1982年 - ） - チャールズ3世とダイアナ・スペンサーの長男。妃はキャサリン・エリザベス。

2022年9月8日、エリザベス女王の崩御を受けて父チャールズが国王チャールズ3世として即位したのに伴い、ウィリアムはコーンウォール公爵、ロスシー公爵並びにプリンス・オブ・ウェールズ（英国皇太子）を父王から相続した。現在の法定推定相続人はウィリアム皇太子の第一子で長男であるジョージ王子。

## ケンブリッジ侯爵（Marquess of Cambridge）（1917年）
- アドルファス・ケンブリッジ （1868年 – 1927年） - アドルファス王子の娘の息子。彼はジョージ5世が、第一次世界大戦の時に、英国王室成員とドイツ系英国貴族のドイツの称号を放棄することになった際に、放棄したドイツの称号の代わりにケンブリッジ侯爵に叙せられた。
- ジョージ・ケンブリッジ（英語版）（1895年 - 1981年） - 初代ケンブリッジ侯の唯一の息子である。男子を残さず死去したため、彼をもってケンブリッジ侯爵家は断絶した。